# الحاوی، هدهرامات
ال-حاوی، هدهرامات یک منطقهٔ مسکونی در یمن است که در استان حضرموت واقع شده‌است.